# Дерюгине (Кореневський район)
Дерюгине (рос. Дерюгино) — присілок в Кореневському районі Курської області Російської Федерації.
Населення становить 82 особи. Входить до складу муніципального утворення Пушкарська сільрада.

## Історія
Населений пункт розташований на території українського етнічного та культурного краю Східна Слобожанщина.
Від 2004 року входить до складу муніципального утворення Пушкарська сільрада.

## Населення
| 2002 | 2010 |
| ---- | ---- |
| 101  | ↘82  |